# Bernat Vilaplana
Bernat Vilaplana es un montador y editor de cine español. 

## Trayectoria
Es conocido por sus colaboraciones con los directores Juan Antonio Bayona y Guillermo del Toro. Últimamente ha trabajado a producciones de Hollywood como Jurassic World: el reino caído, Hellboy 2: El ejército dorado y La cumbre escarlata

## Filmografía[2]
| Año  | Título                         | Posición          |
| ---- | ------------------------------ | ----------------- |
| 2001 | Fausto 5.0                     | Ayudante montador |
| 2002 | Beyond Re-Animator             | Montador          |
| 2004 | Morir en San Hilario           | Montador          |
| 2006 | El laberinto del fauno         | Montador          |
| 2007 | Lo mejor de mí                 | Montador          |
| 2007 | La zona                        | Montador          |
| 2008 | Hellboy II: El ejército dorado | Montador          |
| 2012 | Lo imposible                   | Montador          |
| 2015 | La cumbre escarlata            | Montador          |
| 2016 | Un monstruo viene a verme      | Montador          |
| 2018 | Jurassic World: El reino caído | Montador          |

## Reconocimientos
Su trabajo en El laberinto del fauno (2006) le valió un Goya al mejor montaje. Su trabajo en Lo imposible (2012) fue premiado con un Premio Gaudí al mejor montaje y un nuevo Goya al mejor montaje. Su trabajo en Un monstruo viene a verme (2017) fue premiado nuevamente con un Gaudí, un Goya y un premio Platino, entre otros.

### Premios y nominaciones
Medallas del Círculo de Escritores Cinematográficos
| Año  | Categoría                 | Película             | Resultado |
| ---- | ------------------------- | -------------------- | --------- |
| 2006 | El laberinto del fauno    | Mejor montaje        | Ganador   |
| 2012 | Lo imposible              | Mejor montaje        | Nominado  |
| 2014 | Open Windows              | Mejor montaje        | Nominado  |
| 2016 | Un monstruo viene a verme | Mejor montaje        | Ganador   |
| 2023 | La sociedad de la nieve   | Mejor guion adaptado | Ganador   |